# More Life
 (avril 2017).
Si vous disposez d'ouvrages ou d'articles de référence ou si vous connaissez des sites web de qualité traitant du thème abordé ici, merci de compléter l'article en donnant les références utiles à sa vérifiabilité et en les liant à la section « Notes et références ».
Albums de Drake
Views
(2016) Scary Hours
(2018)
Singles
1. Fake Love
Sortie : 29 octobre 2016
2. Passionfruit
Sortie : 28 mars 2017
3. Free Smoke
Sortie : 18 avril 2017
4. Portland
Sortie : 16 mai 2017

More Life est une playlist de 22 pistes réalisée par le rappeur Drake sortie le 18 mars 2017. 
Une sortie initialement prévue le 12 décembre 2016 est annoncée par la venue des deux premiers extraits : Sneakin (feat. 21 Savage) et Fake Love. Par la suite, Drake dévoile d'autres extraits comme Two birds, one stone, Wanna know et Hush up the silence.
Durant son Boy meets world Tour (en) en Europe, Drake donne quelques indices sur la sortie finale du projet mais c'est pendant une interview donnée par DJ Semtex (en) que Drake révèlera la forme que prendra More Life : « The style in which it’s being put together is based on the concept of OVO Sound Radio. It’s almost like a radio show. I basically asked myself What if I did it like OVO Sound Radio but every song was a new Drake song? It’s more like an evolution of a mixtape. After Views, I was inspired and I wanted to keep the music going and get people inspired. ».
Il faudra attendre le 11 mars pour connaître la date de sortie finale de la playlist (ainsi que le projet est décrit par l'artiste), annoncée par un post vidéo sur Instagram, une vidéo qui se termine par une phrase du discours du 6ix God pendant les American Music Awards 2016, après sa victoire du Meilleur artiste Hip-Hop de l'année, une phrase qui deviendra le slogan du projet que l'on peut retrouver sur plusieurs titres : « And more chune for your headtop so watch how you speak on my name, you know ? », avec à l'écran 4 mots : More Life, March 18th,.
Ce sera pendant le 39e épisode d' OVO Sound Radio que Drake diffusera en direct More Life.

## Titre et couverture
La couverture représente le père du rappeur, Denis Graham.

### Liste des titres
| 1.    | Free Smoke                                        | Boi-1da, Ritter, Akira Woodgrain          | 3:39 |
| 2.    | No Long Talk (ft. Giggs)                          | Murda Beatz, Cubeatz                      | 2:30 |
| 3.    | Passionfruit                                      | Rogues                                    | 4:59 |
| 4.    | Jorja Interlude                                   | 40                                        | 1:48 |
| 5.    | Get It Together (ft. Jorja Smith et Black Coffee) | Nineteen85, 40, Stwo                      | 4:10 |
| 6.    | Madiba Riddim                                     | Frank Dukes, Nineteen85, Charlie Handsome | 3:25 |
| 7.    | Blem                                              | T-Minus, Frank Dukes                      | 3:27 |
| 8.    | 4422 (ft. Sampha)                                 | FrancisGotHeat                            | 3:06 |
| 9.    | Gyalchester                                       | iBeatz                                    | 3:09 |
| 10.   | Skepta Interlude                                  | Rogues                                    | 2:23 |
| 11.   | Portland (ft. Quavo et Travis Scott)              | Murda Beatz, Cubeatz                      | 3:57 |
| 12.   | Sacrifies (ft. 2 Chainz et Young Thug)            | T-Minus, Deejae                           | 5:08 |
| 13.   | Nothings Into Somethings                          | G. Ry, Wallis Lane, Nabeyin               | 2:34 |
| 14.   | Teenage Fever                                     | Hagler                                    | 3:40 |
| 15.   | KMT (ft. Giggs)                                   | Ness, Chef Pasquale                       | 2:43 |
| 16.   | Lose You                                          | 40, Stwo                                  | 5:05 |
| 17.   | Can't Have Everything                             | Jazzfeezy, Samson                         | 3:48 |
| 18.   | Glow (ft. Kanye West)                             | 40, West, Goldstein                       | 3:26 |
| 19.   | Since Way Back (ft. PartyNextDoor)                | G. Ry, PartyNextDoor, 40, M3rge, Top FLR  | 6:08 |
| 20.   | Fake Love                                         | Vinylz, Frank Dukes                       | 3:32 |
| 21.   | Ice Melts (ft. Young Thug)                        | Supah Mario, S1                           | 4:11 |
| 22.   | Do Not Disturb                                    | Boi-1da, Ritter, 40                       | 4:44 |
| 81:42 |                                                   |                                           |      |

## Certifications
| Pays                    | Certification | Unités certifiées |
| ----------------------- | ------------- | ----------------- |
| Canada (Music Canada)   | 2 × Platine   | 160 000           |
| Danemark (IFPI)         | 2 × Platine   | 40 000            |
| France (SNEP)           | Or            | 50 000            |
| Italie (FIMI)           | Or            | 25 000            |
| Nouvelle-Zélande (RMNZ) | Or            | 7 500             |
| Royaume-Uni (BPI)       | Platine       | 300 000           |
| Singapour (RIAS)        | Or            | 5 000             |